# Sân vận động Hrazdan
Sân vận động Hrazdan (tiếng Armenia: Հրազդան մարզադաշտ) là một sân vận động đa năng toàn chỗ ngồi ở Yerevan, Armenia. Sân được khánh thành vào năm 1970. Đây là sân vận động thể thao lớn nhất ở Armenia. Hrazdan được sử dụng chủ yếu cho các trận đấu bóng đá. Đây là sân nhà của đội tuyển bóng đá quốc gia Armenia cho đến năm 1999 và kể từ đó, sân thỉnh thoảng tổ chức các trận đấu quốc tế. Sân vận động có sức chứa 54.208 khán giả sau lần cải tạo gần đây nhất vào năm 2008, khi sân được lắp đặt ghế ngồi toàn bộ. Trước khi được cải tạo, Hrazdan có sức chứa lên đến 70.000 khán giả. Đây từng là một trong bốn sân vận động có sức chứa lớn nhất của Liên Xô. Sân vận động thường xuyên tổ chức các trận chung kết Cúp bóng đá Armenia. Đây cũng là nơi diễn ra lễ khai mạc Đại hội Thể thao Liên Armenia 2003. Đội tuyển bóng đá quốc gia Liên Xô đã thi đấu hai trận đấu với Phần Lan và Hy Lạp tại Hrazdan vào năm 1978.